# Осіпова Світлана Валеріївна
Світлана Валеріївна Осипова (узб. Svetlana Osipova; 3 травня 2000, Чирчик, Ташкентська область, Узбекистан) — узбецька тхеквондистка, член збірної Узбекистану. У 2017 році завоювала срібло на Азійських іграх у закритих приміщеннях та з бойових мистецтв. У 2018 та 2023 році здобула бронзові медалі на Літніх Азійських іграх. У 2019 році виграла золоту медаль на Всесвітніх армійських іграх. У 2022 році здобула золоту медаль на чемпіонаті світу з тхеквондо, а у 2023 році срібну медаль. На Олімпійських іграх в Парижі 2024 року виборола срібну медаль. Заслужений спортсмен Узбекистана (2024).

## Кар'єра
У 2017 році брала участь в Азійських іграх у закритих приміщеннях та з бойових мистецтв, що проходив в Ашхабаді (Туркменістан). Вона виграла срібну медаль у ваговій категорії до 73 кг програвши у фіналі спортсменці з Південної Кореї Мен Міна.
У 2018 році Світлана Осипова на міжнародному турнірі «French Open» здобула бронзову медаль, програвши у півфіналі французькій спортсменці Солені Авоулетті. Цього ж року вона виграла бронзову медаль у ваговій категорії понад 67 кг на Літніх Азійських іграх 2018 року, які проходили в Джакарті (Індонезія), програвши спортсменці з Південної Кореї Кім Біч-На.
У 2019 році виграла золоту медаль на Всесвітніх армійських іграх у ваговій категорії понад 78 кг, які проходили в Ухані (Китай).
У 2021 році на Ліцензійному турнірі з тхеквондо для спортсменів Азійського континенту, який проходив в Аммані (Йорданія), змогла отримати ліцензію на Літні Олімпійські ігри 2020.
На Літніх Олімпійських іграх 2020 року в Токіо (Японія) виступала у ваговій категорії понад 67 кг. У 1/8 фіналу програла тхеквондистці з Казахстану Жансель Деніз з рахунком 9:10.
У 2023 році на чемпіонаті світу, який відбувся в Баку, у категорії понад 73 кг, Світлана здобула срібну медаль. У фінальній сутичці вона поступилася спортсменці з Туреччини Нафії Куш Цього ж року на Літніх Азійських іграх у Ханчжоу (Китай) у змаганнях з тхеквондо у ваговій категорії понад 67 кг виборола бронзову медаль.
На Олімпійських іграх в Парижі 2024 року виборола срібну медаль.